# The Ultimate Collection (album)
The Ultimate Collection je dvostruki kompilacijski album srpske rok grupe YU grupa. Izdat je 2009. godine, od strane Kroacija rekords (nekadašnji Jugoton). Sadrži pesme koje su nastale u razdoblju od 1972. do 1977. godine.

## Spisak pesama

### 1 CD
1. Mali medved – 5:40
2. Bio jednom jedan pas – 3:10
3. U tami disko kluba – 4:11
4. Kosovski božuri – 4:43
5. Šta će meni vatra – 4:38
6. Trka – 4:39
7. Noć je moja – 5:44
8. Čovek i marsovac – 3:33
9. Čudna šuma – 3:34
10. Devojko mala, podigni glavu – 3:48
11. Crni leptir – 3:52
12. More – 5:43
13. Drveni most – 4:39
14. Kako to – 4:38
15. Ništa nema novo – 6:44
16. More no. 2 – 8:10

### 2 CD
1. Sama – 4:11
2. Živi pesak – 4:55
3. Možda ti, možda ja – 4:17
4. Oprosti ljubavi – 3:59
5. Čovek kao ja – 3:37
6. Ja moram dalje – 3:01
7. Kad – 3:31
8. Tačno u podne – 3:15
9. 3 do 6 – 3:27
10. Među zvezdama – 2:53
11. Majko, žedan sam – 3:51
12. Budi sa mnom – 3:35
13. Ne znam ni sam šta da ti dam – 3:48
14. Opasno (Opasno te volim) – 4:12
15. Razlog više da postojim – 3:33
16. Galebov let – 4:43
17. Ideš mi na nerve – 3:50
18. Identitet – 3:50

## Postava benda
- Dragi Jelić – gitara, vokal
- Žika Jelić – bas gitara, vokal
- Miodrag Okrugić – orgulje
- Velibor Bogdanović – bubnjevi
- Miodrag Bata Kostić – gitara
- Ratislav Đelmaš – bubnjevi

## Spoljašnje veze
- EX YU ROCK enciklopedija 1960-2006. ISBN 978-86-905317-1- Проверите вредност параметра |isbn=: length (помоћ)., Petar Janjatović.